# Воробьёв, Пётр Петрович
Пётр Петро́вич Воробьёв (28 октября 1920 — 28 октября 1941) — советский офицер, участник Великой Отечественной войны. Мастер танкового боя, его личный счёт составил 14 танков и самоходных орудий, а также 3 бронетранспортёра противника.

## Биография
Родился в 1920 году в городе Чебоксары. В 1937—1939 годах окончил Ульяновское танковое училище.
9 октября 1941 года лейтенант П. П. Воробьёв в одном бою на Брянском фронте записал на свой счёт 9 танков и 3 бронетранспортёра противника. В этот день в районе деревни Шеино Орловской области немецкие войска вышли на позиции 4-й танковой бригады (полковник М. Е. Катуков). Танки бригады занимали позиции в засадах. После неудачной попытки пробить оборону группы Д. Ф. Лавриненко, направление удара было перенесено левее засады Лавриненко, на участке, где занимала оборону рота танков БТ-7 лейтенанта К. М. Самохина. В течение полуторачасового боя сложилась критическая ситуация, был тяжело ранен командир 2-го батальона майор А. А. Рафтопулло. В этот момент в бой был отправлен резерв из трёх танков, в числе которых был танк лейтенанта П. П. Воробьёва (помимо танков старшего лейтенанта А. Ф. Бурды и старшего сержанта Фролова). Скрытно выйдя во фланг колонны бронетехники противника, выдвигавшейся к позициям К. М. Самохина, танкисты подошли на расстояние прямого выстрела. В результате, 11 танков противника было уничтожено, а остальные повернули назад.
В конце октября 1941 года 4-я танковая бригада в составе Западного фронта обороняла рубеж к северу от шоссе Волоколамск—Москва, проходивший через села Моисеевка, Ченцы, Большое Никольское, Тетерино, разъезд Дубосеково, вместе с частями 316-й стрелковой дивизии (генерал-майор И. В. Панфилов) и кавалерийской группой (генерал-майор Л. М. Доватор). Заняв Волоколамск, немецкие войска готовили удар по правому флангу 316-й стрелковой дивизии и для этой цели сосредоточили свои силы в деревне Калистово, северо-восточнее Волоколамска. Генерал-майор И. В. Панфилов решил нанести удар по этому селу и попросил полковника М. Е. Катукова поддержать его танками.
28 октября 1941 года старший лейтенант, командир 2-го танкового батальона 4-й танковой бригады П. П. Воробьёв, сменивший выбывшего из строя по ранению майора А. А. Рафтопулло, получил боевую задачу от командира бригады полковника М. Е. Катукова по оказанию непосредственной поддержки пехоты при атаке на деревню Калистово (Волоколамский район Московской области). Группа из четырёх Т-34 ворвалась в Калистово и уничтожила несколько танков и орудий. Назад благополучно вернулись три машины, но машина командира получила повреждения и была обездвижена в деревне. Когда механик-водитель Добродеев устранил повреждения, уже стемнело. Поскольку работала только задняя передача, танк Воробьёва задним ходом попытался выйти к своим, но на окраине деревни крепко влез в болото. Танк окружили немецкие автоматчики. Члены экипажа смогли выбраться через нижний люк, а П. П. Воробьёв попытавшись вылезть через верхний, был прошит автоматной очередью.
Похоронен в деревне Калистово, перезахоронен в братской могиле в посёлке Ивановское Волоколамского района Московской области.
По оценке М. Е. Катукова, атака деревни Калистово, проведённая без достаточной подготовки, имела только местный успех. П. П. Воробьёва на посту командира танкового батальона заменил А. Ф. Бурда.
Всего за четыре месяца войны личный счёт П. П. Воробьёва составил 14 танков и самоходных орудий, а также 3 бронетранспортёра противника. За боевые подвиги П. П. Воробьёв Указом Президиума Верховного Совета СССР от 11 января 1942 года был награждён орденом Ленина.

## Награды
- орден Ленина (11 января 1942, посмертно)

## Память
Приказом 1-й гвардейской танковой бригады № 073 от 07.05.1943 г. гвардии старший лейтенант П. П. Воробьёв зачислен посмертно в списки личного состава 2-го танкового батальона.
В посёлке Ивановское Волоколамского района его именем названа улица, на ней в день 40-летия битвы под Москвой (30 декабря 1981 года) установлена мемориальная доска, изготовленная ветеранами бригады.

## Семья
Жена — Лидия Ивановна Воробьёва (Русанова), сын — Юрий Петрович, по состоянию на 1985 год проживал в городе Киеве.